# Mistrzostwa Europy w Lekkoatletyce 1974 – maraton mężczyzn

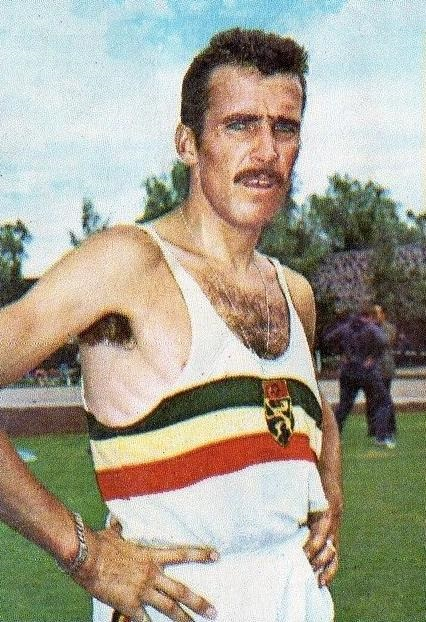
Gaston Roelants

Bieg maratoński mężczyzn był jedną z konkurencji rozgrywanych podczas XI Mistrzostw Europy w Rzymie. Został rozegrany 8 września 1974 roku. Zwycięzcą tej konkurencji został reprezentant Wielkiej Brytanii Ian Thompson. W rywalizacji wzięło udział trzydziestu zawodników z szesnastu reprezentacji.

## Rekordy
| Rekord świata     | Derek Clayton (AUS) | 2:08:33,6 | Antwerpia, Belgia           | 30.05.1969 |
| Rekord Europy     | Ian Thompson (GBR)  | 2:09:12   | Christchurch, Nowa Zelandia | 31.01.1974 |
| Rekord mistrzostw | Karel Lismont (BEL) | 2:13:09,0 | Helsinki, Finlandia         | 15.08.1971 |

## Wyniki

### Finał
| Miejsce | Zawodnik              | Czas      |
| ------- | --------------------- | --------- |
| 1       | Ian Thompson          | 2:13:18,8 |
| 2       | Eckhard Lesse         | 2:14:57,4 |
| 3       | Gaston Roelants       | 2:16:29,6 |
| 4       | Bernie Plain          | 2:18:02,2 |
| 5       | Jose Reveyn           | 2:19:36,4 |
| 6       | Ferenc Szekeres       | 2:20:12,8 |
| 7       | Giuseppe Cindolo      | 2:20:28,2 |
| 8       | Neil Cusack           | 2:22:05,0 |
| 9       | Paavo Leiviskä        | 2:22:45,6 |
| 10      | Jurij Łaptiew         | 2:23:15,6 |
| 11      | Paolo Accaputo        | 2:24:06,0 |
| 12      | Danny McDaid          | 2:25:07,8 |
| 13      | Jørgen Jensen         | 2:26:54,2 |
| 14      | Bob Sercombe          | 2:27:13,0 |
| 15      | Josef Jánský          | 2:27:40,4 |
| 16      | Edward Łęgowski       | 2:27:45,8 |
| 17      | Václav Mládek         | 2:30:16,8 |
| 18      | Peter Suchán          | 2:30:42,6 |
| 19      | Reino Paukkonen       | 2:31:11,2 |
| 20      | Günter Mielke         | 2:32:21,6 |
| 21      | Ryszard Chudecki      | 2:34:15,0 |
| 22      | Anatolij Strielec     | 2:34:55,2 |
| –       | Agustín Fernández     | DNF       |
| –       | Atanas Gałabow        | DNF       |
| –       | Peter Helmer          | DNF       |
| –       | Fernand Kolbeck       | DNF       |
| –       | Karel Lismont         | DNF       |
| –       | Antonio Mangano       | DNF       |
| –       | Theofanis Tsimingatos | DNF       |
| –       | Jurij Wielikorodnych  | DNF       |